# Zámostí-Blata
Zámostí-Blata település Csehországban, a Jičíni járásban. Zámostí-Blata Mladějov, Samšina és Holín településekkel határos. Lakosainak száma 108 fő (2024. január 1.).

## Népesség
A település lakosságának változását az alábbi diagram mutatja:
| Lakosok száma | 255  | 291  | 264  | 172  | 124  | 131  | 128  | 125  | 128  | 108  |
|               | 1869 | 1900 | 1921 | 1961 | 1980 | 2011 | 2016 | 2019 | 2021 | 2024 |